# تری جیز
تری جِیز (به انگلیسی: Three J's) شامل سه اسطورهٔ راک دهه ۶۰ میلادی یعنی جیمی هندریکس، جنیس جاپلین و جیم موریسون است.
اما دلایل مطرح شدن این عنوان این است که هر کدام از آنها به شکلی از بت‌های جوانان دهه شصت تبدیل شده بودند که اتفاقا در این دهه، اعتراض‌ها و شورش‌های گستردهٔ جوانان(مثل غائلهٔ مه ۱۹۶۸) یا هیپی‌گری گسترده در آمریکا و اروپا در زمینه موسیقی به‌خصوص موسیقی راک بود. به علاوه هر سه مرگ اسرار آمیزی داشتند و این سانحه برای هر سه آنها در ۲۷ سالگی آن هم در بازه‌ای تنها ۱۰ ماهه بین ۱۸ سپتامبر ۱۹۷۰ الی ۳ ژوئیه ۱۹۷۱ رخ داد. در نهایت تشابه حرف اول اسم کوچک این سه نفر(J) نکته‌ای بود که به همراه افزودن بر این شباهت‌ها وجه تسمیه عنوان تری جیز(سه جِی=J) برای این جمع شد.